# Cardiocepon pteroides
Cardiocepon pteroides là một loài chân đều trong họ Bopyridae. Loài này được Nobili miêu tả khoa học năm 1906.